# Virginia Slims of Florida 1993
Il Virginia Slims of Florida 1993 è stato un torneo femminile di tennis giocato sul cemento. È stata la 15ª edizione del torneo, che fa parte della categoria Tier II nell'ambito del WTA Tour 1993. Si è giocato nel Delray Beach Tennis Center di Delray Beach negli USA, dal 1° al 7 marzo 1993.

## Campionesse

### Singolare
Steffi Graf ha battuto in finale  Arantxa Sánchez Vicario con il punteggio di 6–4, 6–3

### Doppio
Gigi Fernández /  Nataša Zvereva hanno battuto in finale  Jana Novotná /   Larisa Neiland con il punteggio di 6–2, 6–2